# Surviving You, Always
Surviving You, Always — дебютный полноформатный альбом пост-хардкор-группы Saccharine Trust изданный лейблом SST Records в 1984 году.

## Об альбоме
После издания их дебютного мини-альбома Paganicons, группа отправилась в тур по США (они играли на разогреве у Black Flag). В составе группы начались перемены. С каждым разом, когда менялся состав, менялось и звучание группы. В то время Джо Байза увлекался джазом и это сказалось на записях группы.
Saccharine Trust превратились из диссонирующего шумного анти-рок квартета в более изощрённый, но всё ещё зазубренный и нойзовый джаз-рок коллектив. Коллектив отошёл от классического пост-хардкора и привнёс в своё звучание энергию фри-джаза, вместе с воющими гитарами и вокальными проповедями.
За основу обложки альбома взято фото студента Роберта Уайлса, на которой запечатлена Эвелин Макхейл, совершившая самоубийство 1 мая 1947 года, спрыгнув со смотровой площадки небоскрёба Эмпайр-стейт-билдинг.

## Отзывы критиков
Присудив альбому три полные звезды из пяти, Джон Дуган из Allmusic оставил рецензию:
Становится лучше, но пока не совсем. На этом этапе Saccharine Trust были почти полностью перестроенной группой, и они продемонстрировали более структурированный подход к написанию песен. Брюер всё ещё не в себе (как будто ему нужен хороший редактор), но не настолько, чтобы испортить запись. Джаз пронизывает своими прикосновениями весь этот альбом, даже если он иногда бестактен, но джаз для этих парней более свободен в плане музыки, чем, скажем, боп, так что единственный выход — стиль и штурм. Грувы встречаются редко, но это интересный альбом.

## Список композиций
| №  | Название                              | Автор(ы)                      | Длительность |
| -- | ------------------------------------- | ----------------------------- | ------------ |
| 1. | «The Giver Takes»                     | Байза, Брюер и Сисеро         | 1:59         |
| 2. | «Lot's Seed»                          | Байза, Брюер, Сисеро и Ходсон | 1:52         |
| 3. | «Sunk»                                | Байза и Брюер                 | 1:35         |
| 4. | «Speak»                               | Байза, Брюер и Сисеро         | 3:27         |
| 5. | «The House, The System, The Concrete» | Байза, Брюер, Сисеро и Ходсон | 2:15         |
| 6. | «Remnants»                            | Байза и Брюер                 | 3:42         |
| 7. | «The Cat.Cracker»                     | Байза, Брюер и Сисеро         | 4:55         |

| №  | Название                  | Автор(ы)          | Длительность |
| -- | ------------------------- | ----------------- | ------------ |
| 1. | «Our Discovery»           |                   | 6:00         |
| 2. | «A Good Night's Bleeding» |                   | 1:46         |
| 3. | «Craving the Center»      |                   | 1:04         |
| 4. | «Yhwh on Acid»            |                   | 6:04         |
| 5. | «Peace Frog»              | Кригер и Моррисон | 5:03         |

## Участники записи
Saccharine Trust
- Джо Байза — гитара, вокал на «The Cat.Cracker»
- Джек Брюер — вокал
- Тони Сисеро — ударные
- Марк Ходсон — бас-гитара

Дополнительные музыканты и продюсирование
- Расселл Конлин — корнет на «Yhwh on Acid»
- Рик Кокс — саксофон-альт на «The Cat.Cracker»
- Saccharine Trust — продюсирование
- Spot — продюсирование, инжиниринг
- Р. С. Уиллс — иллюстрации